# (500219) 2012 HZ48
(500219) 2012 HZ48 es un asteroide perteneciente al cinturón de asteroides, descubierto el 21 de abril de 2012 por el equipo del Pan-STARRS desde el Observatorio de Haleakala, Hawái, Estados Unidos.

## Designación y nombre
Designado provisionalmente como 2012 HZ48.

## Características orbitales
2012 HZ48 está situado a una distancia media del Sol de 2,662 ua, pudiendo alejarse hasta 3,406 ua y acercarse hasta 1,919 ua. Su excentricidad es 0,279 y la inclinación orbital 13,55 grados. Emplea 1587,01 días en completar una órbita alrededor del Sol.
El próximo acercamiento a la órbita terrestre se producirá el 9 de julio de 2145.

## Características físicas
La magnitud absoluta de 2012 HZ48 es 16,9.